# 胡彥
胡彥（1502年—？），字穉美，號白湖，湖廣沔陽衛中千戶所人，官籍，明朝政治人物。

## 生平
嘉靖七年（1528年）戊子科湖廣鄉試第三名舉人。嘉靖二十年（1541年）中式辛丑科會試第五十三名，登第三甲第八十三名進士。授太常寺博士，二十四年正月选授山东道試監察御史，二十五年巡按陕西，疏陈茶马事宜，二十七年巡按江西。

## 家族
曾祖胡讓；祖父胡鳳臯；父胡紀，壽官。母宋氏；繼母楊氏。具庆下。兄胡靖。弟新、韶、端、龍。